# Attentati alle ambasciate statunitensi del 1998
Gli attentati alle ambasciate statunitensi del 1998 colpirono le sedi diplomatiche degli Stati Uniti in Kenya e Tanzania il 7 agosto del 1998.
Furono rivendicati da Osama bin Laden e dall'organizzazione da lui guidata, al-Qā‘ida, e sono considerati fra i più importanti attacchi terroristici contro gli Stati Uniti perpetrati prima degli attentati dell'11 settembre 2001. Il numero complessivo delle vittime fu di 224 morti e circa 4000 feriti.

## Gli attacchi

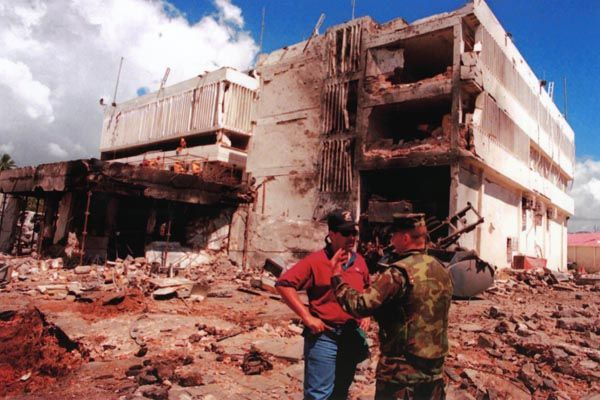
L'ambasciata a Dar es Salaam, Tanzania

I due attacchi avvennero a Nairobi e Dar es Salaam la mattina del 7 agosto 1998, quasi simultaneamente, intorno alle 10:45 ora locale. La data era la ricorrenza dell'arrivo delle truppe americane sul suolo saudita durante la prima guerra del Golfo. In entrambi i casi, le ambasciate furono colpite dalla deflagrazione di ordigni esplosivi.
L'esplosione a Nairobi fu la più violenta delle due, e fu udita a oltre 30 km di distanza. L'ambasciata statunitense fu distrutta, e anche diversi edifici circostanti risultarono gravemente danneggiati. Le vittime accertate furono 212, con circa 4000 feriti. A Dar es Salaam fu danneggiata la struttura dell'ambasciata, con 11 morti e 85 feriti. In entrambi i casi, quasi tutte le vittime erano africani; complessivamente persero la vita solo 12 cittadini statunitensi, tutti a Nairobi.

## Rivendicazione

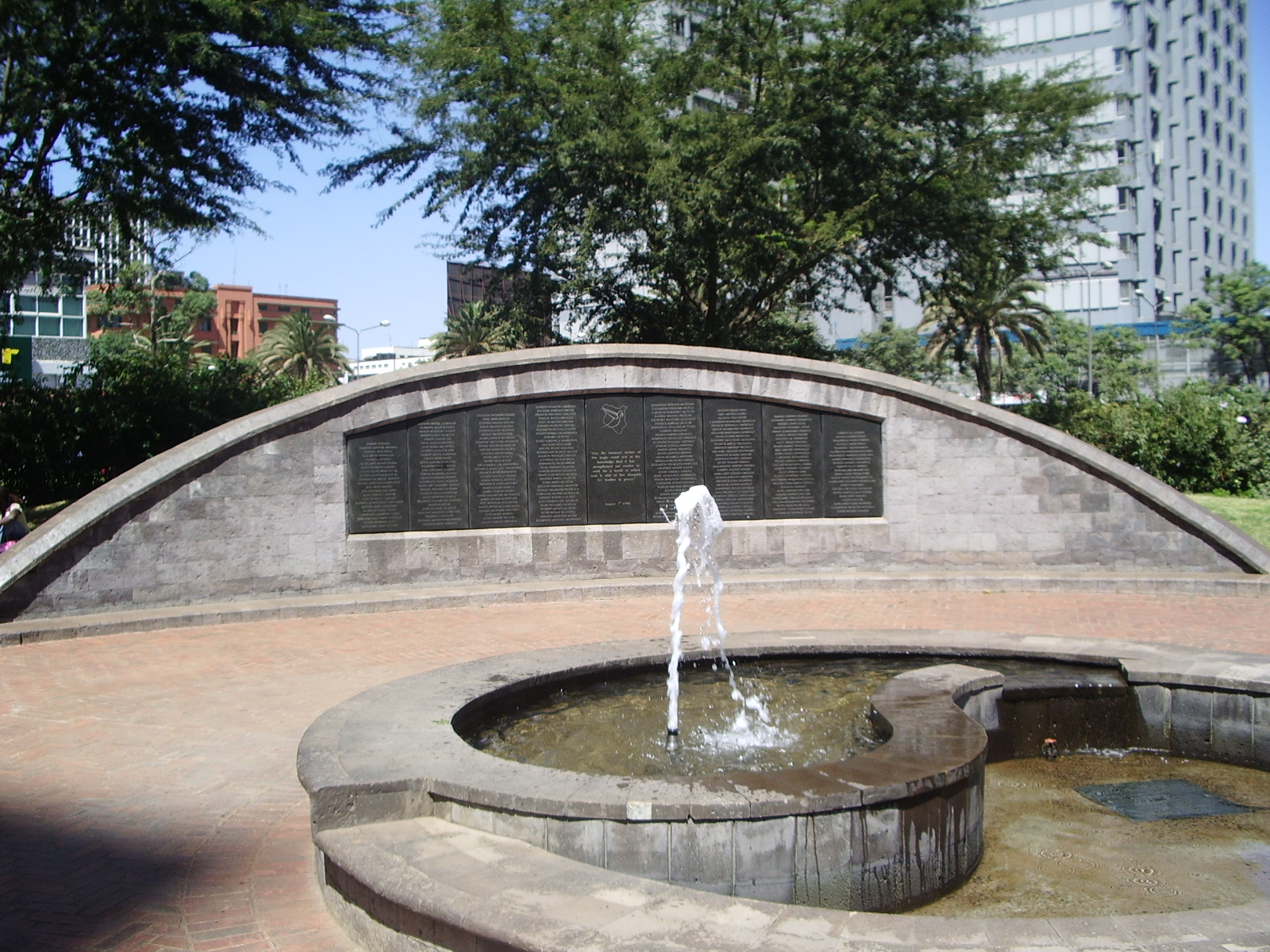
Monumento commemorativo a Nairobi

Gli attentati furono rivendicati da Osama bin Laden, ma le motivazioni non furono mai del tutto chiarite. In alcuni messaggi, bin Laden sostenne che nelle ambasciate colpite era stato programmato il genocidio ruandese; in altre occasioni sostenne che la motivazione era stata l'invasione della Somalia nell'operazione Restore Hope, o l'intenzione degli Stati Uniti di dividere il Sudan in due nazioni separate.

## Risposta statunitense
In risposta agli attentati, l'allora Presidente degli Stati Uniti Bill Clinton ordinò il bombardamento di obiettivi militari in Sudan (la fabbrica farmaceutica di Al-Shifa) e Afghanistan il 20 agosto. Questa rappresaglia ebbe conseguenze molto controverse in Sudan, dove i missili colpirono una fabbrica farmaceutica la cui produzione copriva il 50% del fabbisogno nazionale. L'amministrazione statunitense sostenne di avere prove certe che nella fabbrica si producessero anche armi chimiche, ma le successive indagini di diversi gruppi indipendenti internazionali e statunitensi e la testimonianza dei tecnici italiani che lavoravano nella fabbrica provarono che l'accusa era infondata. 
Oltre alla risposta militare, l'amministrazione clintoniana mise alcuni sospetti sulla lista delle persone più ricercate dalla giustizia degli Stati Uniti.
| Muhammad Atef                  | ucciso in Afghanistan nel 2001                                                                                         |
| Muhsin Musa Matwalli Atwah     | ucciso in Pakistan nel 2006                                                                                            |
| Wadih el Hage                  | in prigione dal 2001                                                                                                   |
| Mohamed Sadiq Odeh             | in prigione dal 2001                                                                                                   |
| Mohamed Rashed Daud al-'Owhali | in prigione dal 2001                                                                                                   |
| Khalfan Khamis Mohamed         | in prigione dal 2001                                                                                                   |
| Khalid al-Fawwaz               | in prigione dal 1998                                                                                                   |
| Ibrahim Eidarus                | in prigione dal 1999                                                                                                   |
| Adel Abd el-Bari               | in prigione dal 1999                                                                                                   |
| Mamdouh Mahmud Salim           | in prigione dal 1998                                                                                                   |
| Ahmed Khalfan Ghailani         | in prigione dal 2004                                                                                                   |
| Mustafa Mohamed Fadil          | nel dicembre 2013 venne dichiarato morto come martire ma a tutt’oggi non si hanno ancora conferme della sua condizione |
| Osama bin Laden                | ucciso in Pakistan nel 2011                                                                                            |
| Ayman al-Zawahiri              | ucciso in Afghanistan nel 2022                                                                                         |
| Saif al-Adel                   | ricercato (taglia di 10 milioni di dollari)                                                                            |
| Abdullah Ahmed Abdullah        | ucciso in Iran nel 2020                                                                                                |
| Abu Anas al-Libi               | arrestato in Libia nel 2013 e morto di cancro in un ospedale di New York il 2 gennaio 2015                             |
| Fazul Abdullah Mohammed        | ucciso in Somalia nel 2011                                                                                             |
| Ahmed Mohamed Hamed Ali        | ucciso in Pakistan nel 2010                                                                                            |
| Fahid Mohammed Ally Msalam     | ucciso in Pakistan nel 2009                                                                                            |
| Sheikh Ahmed Salim Swedan      | ucciso in Pakistan nel 2009                                                                                            |